# Doris pseudoargus
Doris pseudoargus Rapp, 1827 è un mollusco nudibranchio appartenente alla famiglia Dorididae.

## Biologia
Si nutre di spugne delle specie Adocia cinerea, Dendoryx incrustans, Esperella aegagropila, Grantia compressa, Halichondria panicea, Hymeniacidon perleve, Hymeniacidon sanguinea, Tethya aurantia.